# Giuseppe Girotti
Pour les articles homonymes, voir Girotti.
Giuseppe Girotti (né le 19 juillet 1905 à Alba, au Piémont et mort le 1er avril 1945 à Dachau) est un prêtre dominicain et bibliste italien, déclaré Juste parmi les nations pour son action en faveur des Juifs durant la Shoah, action qui lui coûta la vie. Béatifié par l'Église catholique, il est fêté le 1er avril.

## Biographie
D'une humble famille, Giuseppe Girotti entre à 13 ans au séminaire dominicain de Chieri, près de Turin. Après sa profession religieuse en 1923, il est ordonné prêtre le 3 août 1930. Brillant étudiant, il se spécialise à l'Angelicum à Rome et à l'École Biblique de Jérusalem.
Il commence une carrière de bibliste et théologien, publiant des commentaires bibliques sur le livre de la Sagesse (1937) et sur Isaïe(1942). Dans ces deux volumes, il répand toute sa profondeur de réflexion, exposée avec une admirable clarté.
Il enseigne l'Écriture Sainte au Séminaire théologique dominicain de Turin et au Collège des Missionnaires de la Consolata. En même temps il se consacre à diverses œuvres caritatives.
Indépendant et anticonformiste, il est surveillé par les autorités fascistes, et déplaît aussi à ses supérieurs qui le soupçonnent de modernisme: en conséquence, il sera suspendu de l'enseignement, et éloigné de la maison de formation.
Après le 8 septembre 1943, avec l'occupation allemande, Giuseppe Girotti, à l'insu de ses supérieurs, devient le centre d'un vaste réseau d'aide aux juifs persécutés. Il aide beaucoup de juifs à trouver des cachettes sûres et de faux papiers d'identité.
Le 29 août 1944, trahi par un espion, il est arrêté pour son activité antifasciste et antinazi. Il est emprisonné à Turin et transféré d'abord à Milan, puis à Bolzano et enfin à Dachau. Selon le témoignage de son ami don Angelo Dalmasso, autre prêtre détenu comme lui à Dachau, Giuseppe Girotti se distingua par sa générosité et sa douceur. Il passe son temps à étudier l'Écriture Sainte, à réfléchir, lire et écrire. Tombé malade, il fut admis à l'infirmerie, où il mourut le 1er avril 1945, jour de Pâques, peut-être d'une injection d'essence.
Sur sa couchette, ses compagnons écrivirent : Ici dormait saint Giuseppe Girotti.

## Béatification

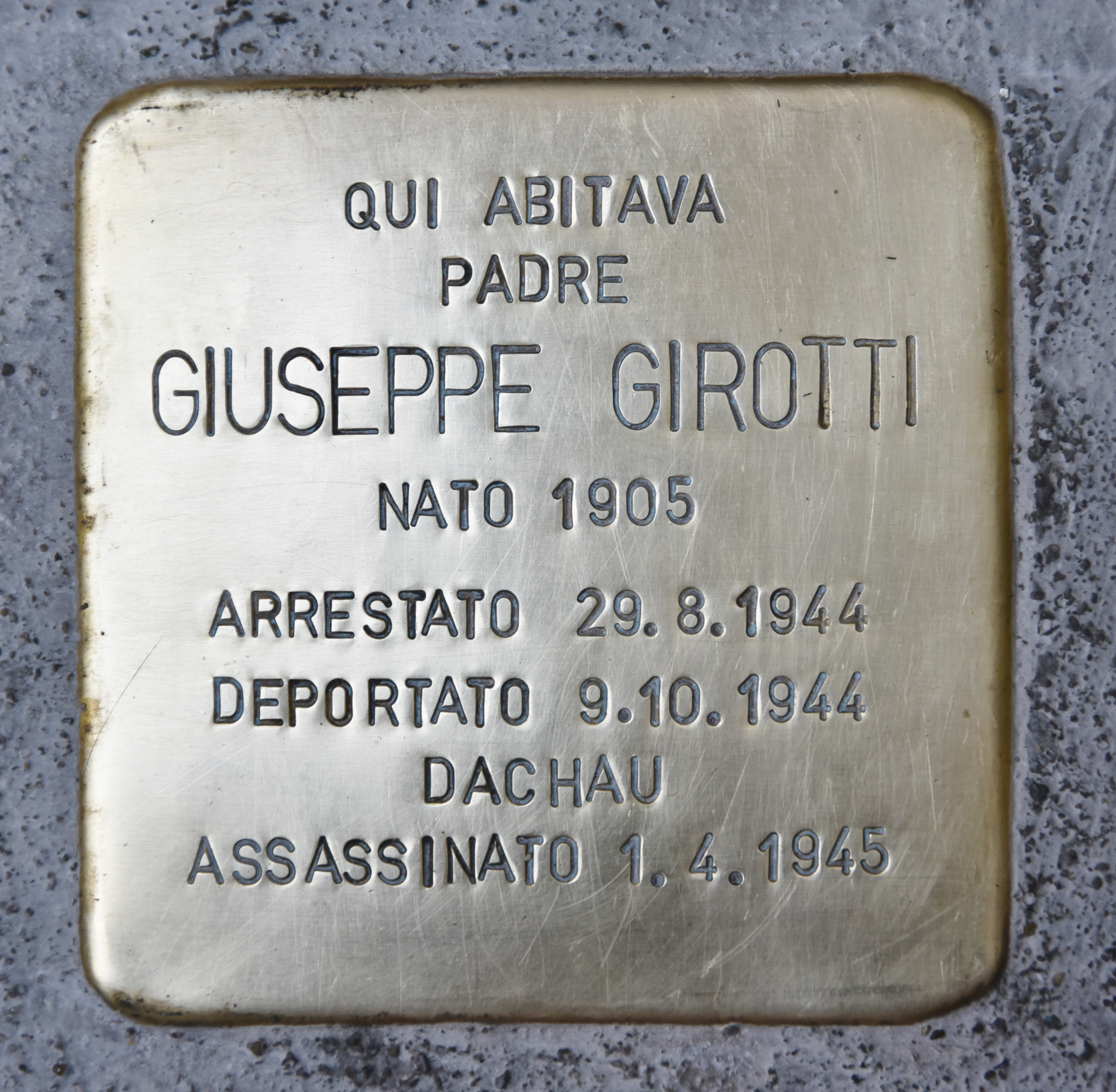
Plaque commémorative.

En 1988 a été initié à Turin son procès de béatification, à la phase diocésaine. Après avoir été conclus, les actes ont été étudiés à Rome, auprès de la Congrégation pour la cause des saints.
Le 27 mars 2013, le Pape François a reconnu son Martyre et a signé le décret de béatification.
Giuseppe Girotti a été solennellement béatifié le 26 avril 2014 à Alba, lieu de sa naissance, par le cardinal Severino Poletto, archevêque émérite de Turin, représentant le Saint-Père.
Sa fête liturgique a été placée au 1er avril, jour de son martyre.

## Juste parmi les Nations
Le 14 février 1995 il reçoit de l'État d'Israël, à titre posthume, la médaille de Juste parmi les nations en reconnaissance de tout ce qu'il a fait pour sauver des juifs pendant la Shoah.
Son nom est inscrit sur l'album officiel et un arbre a été planté en son honneur dans l'Allée des Justes à Yad Vashem à Jérusalem.

## Sources
- (it) Cet article est partiellement ou en totalité issu de l’article de Wikipédia en italien intitulé « Giuseppe Girotti » (voir la liste des auteurs).
- (it) Maria Grazia Olivero, « Un dominicain dans l'enfer de Dachau » lire en ligne